# 네체르카레

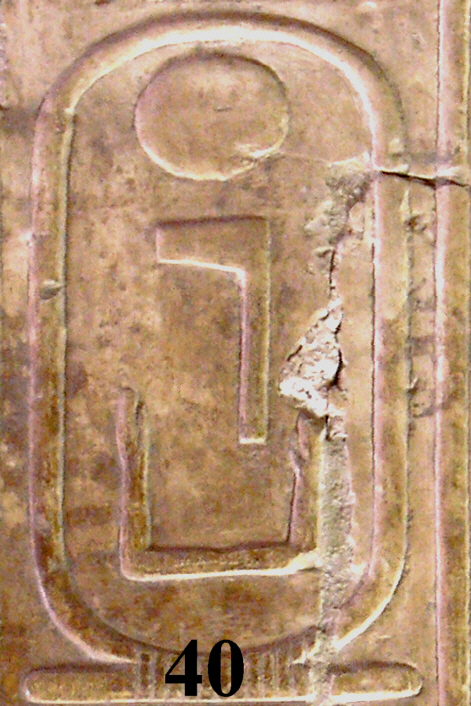

네체르카레(Netjerkare Siptah)는 이집트 제1중간기의 파라오이다. 그는 아비도스 왕 목록에서 40번째 왕으로 등장하는데, 그 이외에 그의 존재를 뒷받침하는 유적이 발견되지 않았다.
마네토에 의하면 메렌레 2세의 뒤를 이은 것은 니토크리스였으며, 니토크리스가 파라오가 된 지 얼마 되지 않아 이집트 제6왕조가 붕괴한다. 하지만 아비도스 왕 목록에는 메렌레 2세 다음 니토크리스의 이름은 나오지 않고, 바로 네체르카레의 이름이 등장한다. 이 때문에 니토크리스는 마네토가 지어낸 이름에 불과하다는 설과, 의도적으로 지워졌다는 설, 니토크리스(신성 문자 상의 이름은 니티크리티)와 네체르카레는 동일인이라는 설 등이 불거지고 있다.
| 전임 메렌레 2세 ? 니토크리스 ? | 이집트 제7왕조의 파라오 ? | 후임 멘카레 ? |